# Torneo de Moscú 2011
El Torneo de Moscú 2011 o Kremlin Cup fue un evento de tenis perteneciente a la ATP en la categoría ATP World Tour 250 y en la WTA a los Premier. Se disputó desde el 15 hasta el 23 de octubre sobre canchas duras bajo techo.

## Campeones

### Individuales masculino
- Janko Tipsarević vence a  Viktor Troicki por 6-4, 6-2.

### Individuales femenino
- Dominika Cibulkova vence a  Kaia Kanepi por 3-6, 7-6(1), 7-5.

### Dobles masculino
- Frantisek Cermak /  Filip Polasek  vencen a  Carlos Berlocq /  David Marrero por 6-3, 6-1.

### Dobles femenino
- Vania King /  Yaroslava Shvedova vencen a  Anastasia Rodionova /  Galina Voskoboeva por 7-6(3), 6-3.